# Dresslerella pilosissima
Dresslerella pilosissima é uma espécie de orquídea (Orchidaceae) que existe na Costa Rica e Guatemala.